# Defying Gravity (série télévisée)
Pour les articles homonymes, voir Defying Gravity.
Defying Gravity (Mission Antarès au Québec) est une série télévisée en coproduction américaine, canadienne, allemande et britannique en treize épisodes de 42 minutes, créée par James D. Parriott. La diffusion a débuté le 2 août 2009 aux États-Unis sur le réseau ABC et en simultané au Canada sur le réseau CTV, et elle a été interrompue après huit épisodes le 13 septembre 2009 aux États-Unis, et après neuf épisodes le 18 septembre 2009 au Canada, puis les quatre derniers épisodes en octobre 2009 sur Space.
Au Québec, la série a été diffusée depuis le 4 avril 2011 sur Ztélé, et en Suisse sur TSR 1. Elle reste inédite dans les autres pays francophones.

## Synopsis
Se déroulant en 2052, la série suit huit astronautes (quatre femmes et quatre hommes) de quatre pays sur une mission dans l'espace de six ans à travers le système solaire, au cours de laquelle ils sont suivis de la Terre au moyen d'un système de communication en temps réel.
Au fur et à mesure qu'ils approchent de Vénus, le premier arrêt de leur voyage, ils font l'expérience d'hallucinations dérangeantes dont la source va se révéler provenir de l'intérieur même du vaisseau, d'une entité appelée Beta, embarquée depuis la Terre dans le plus grand secret.
Plusieurs autres entités telles que Beta ont été repérées au fil du temps par la Terre qui a décidé d'aller les collecter sur toutes les planètes et lunes du système solaire. Leur prochain arrêt sur Vénus a pour but de récupérer Gamma.

## Distribution

### SurAntares
- Eyal Podell (VF : Fabien Jacquelin) : Evram Mintz
- Christina Cox (VF : Mélody Dubos) : Jen Crane
- Ron Livingston (VF : Constantin Pappas) : Maddux Donner
- Florentine Lahme (VF : Sybille Tureau) : Nadia Schilling
- Paula Garcés (VF : Véronique Desmadryl) : Paula Morales
- Dylan Taylor (en) (VF : Mathias Kozlowski) : Steve Wassenfelder
- Malik Yoba (VF : Frantz Confiac) : Ted Shaw
- Laura Harris (VF : Laëtitia Godès) : Zoe Barnes

### Sur Terre
- Zahf Paroo (VF : Patrick Mancini) : Ajay Sharma
- Maxim Roy (VF : Catherine Hamilty) : Claire Dereux
- Karen LeBlanc (VF : Laura Zichy) : Eve Weller-Shaw
- Andrew Airlie (VF : Nicolas Marié) : Mike Goss
- Ty Olsson (VF : Guillaume Orsat) : Rollie Crane
- William C. Vaughan : Arnel Poe
- Peter Howitt (VF : Olivier Rodier) : Trevor Williams

### Sur Mars
- Lara Gilchrist (en) : Sharon Lewis
- Rick Ravanello : Jeff Walker

- Version française
Société de doublage : Dub'Club
Direction artistique : Mélody Dubos
Adaptation des dialogues : Xavier Varaillon et Olivier Le Treut

 Source et légende : version française (VF) sur RS Doublage

## Production
En novembre 2008, CTV entre en partenariat avec Omni Film Productions et Fox Television Studios, en association avec la BBC au Royaume-Uni et ProSieben en Allemagne, avec Ron Livingston dans un rôle titre. Il est rejoint quelques jours plus tard par Florentine Lahme et Laura Harris.
À la fin juin 2009, la série déjà été tournée et montée, ABC achète les droits de diffusion américains et la met à l'horaire au début août.
Après le cinquième épisode, CTV déplace la série dans la case du vendredi soir, soit deux jours à l'avance sur ABC. De son côté, ABC n'a pas mis d'autres épisodes à l'horaire après le huitième épisode le 13 septembre, présentant un film la semaine suivante et inaugurant la saison automnale la semaine suivante. Les cinq épisodes restants n'ont jamais été programmés sur ABC. Au Canada, CTV a opté de rediffuser la série intégralement sur sa chaîne spécialisée Space, incluant les quatre épisodes laissés inédits.

## Fiche technique
- Créateur : James D. Parriott
- Réalisateurs : Fred Gerber (3 épisodes), Sturla Gunnarsson (3 épisodes), Peter Howitt (3 épisodes), David Straiton (2 épisodes)
- Effets spéciaux : Stargate Studios

## Épisodes
1. Décollage imminent (Pilot)
2. Sélection naturelle (Natural Selection)
3. Les Portes (Threshold)
4. S2JS (H21K)
5. Franchir le Rubicon (Rubicon)
6. Une histoire de cochon (Bacon)
7. La Grande Peur (Fear)
8. Obéissance à tout prix (Love, Honor, Obey)
9. La Rencontre (Eve Hate the Apple)
10. Déjà vu (Deja Vu)
11. Seuls (Solitary)
12. Vénus (Venus)
13. La Croisée des chemins (Kiss)

## Commentaires
La série a été présentée aux réseaux comme le « Grey's Anatomy de l'espace ».

## Accueil
Au Canada, le premier épisode a été vu que par 783 000 téléspectateurs, le deuxième sous le seuil de 607 000 (hors du Top 30), et le troisième par 573 000 téléspectateurs. Les épisodes subséquents étaient hors du Top 30 des audiences hebdomadaires fournies par BBM.